# Casco histórico de Graz
El casco antiguo de Graz fue declarado Patrimonio de la Humanidad por la Unesco en 1999. A orillas del río Mur se encuentra una colina llamada Schlossberg, que tiene una altura de 475 metros.  
Hace más de 1000 años se construyó un castillo que dio el nombre a la ciudad (que se deriva de la palabra eslovena gradec, que significa "pequeño castillo"). Desde el año 1125 la colina albergó una impresionante fortaleza. En 1809 Napoleón ordenó destruirla. En dicha colina se edificó en 1560 la Torre del reloj, uno de los símbolos de la ciudad. Entre las diferentes calles que forman parte del distrito Innere Stadt destaca la calle Sporgasse. La calle es más antigua que la ciudad ya que fueron los romanos, los primeros que trazaron una vía que iba desde el valle del río Mur hasta la ciudad romana de Savaria (actual Szombately, en Hungría). Los artesanos que trabajaban en esta calle son los que dieron el nombre a la calle. En la actualidad, la Sporgasse es una calle dedicada al comercio. 